# Новобуяновське сільське поселення
Новобуя́новське сільське поселення (рос. Новобуяновское сельское поселение) — муніципальне утворення у складі Янтіковського району Чувашії, Росія. Адміністративний центр — присілок Нове Буяново.

## Населення
Населення — 882 особи (2019, 1036 у 2010, 1065 у 2002).

## Склад
До складу поселення входять такі населені пункти:
| Населений пункт         | Населення, осіб (2002) | Населення, осіб (2010) |
| ----------------------- | ---------------------- | ---------------------- |
| Нове Буяново, присілок  | 598                    | 586                    |
| Старе Буяново, присілок | 467                    | 450                    |